# Paul Meißner (Mediziner)
Paul Meißner (* 26. Oktober 1876 in Kassel-Wehlheiden; † 12. Mai 1962 in Bad Berleburg) war ein deutscher Arzt.

## Leben
Zum 1. Dezember 1931 trat Meißner der NSDAP bei (Mitgliedsnummer 754.928). Er war förderndes Mitglied des NSFK und seit 1944 Träger des Kriegsverdienstkreuzes. Im Entnazifizierungsverfahren beschrieb er sich zwar als „nur nominelles Mitglied“, der Ausschuss aber forderte, ihn aus seiner Tätigkeit zu entfernen, da er „alter Kämpfer“ und „Aktivist“ gewesen sei.
Der promovierte Arzt praktizierte etwa 50 Jahre in Erndtebrück (Wittgenstein). Er genoss dort in der Bevölkerung einen so hohen Ruf, dass 1981 eine Straße nach ihm benannt wurde („Dr.-Meißner-Weg“). Er erhielt 1953 das Bundesverdienstkreuz am Bande und die Ehrenbürgerschaft seines Heimatortes. Der Heimatautor Paul Friedrich, vormals Leiter der Hauptstelle Kultur innerhalb der Kreispropagandaleitung der NSDAP Siegerland, setzte ihm 1977 ein kleines Denkmal unter der Überschrift Von Leuten, die man in Erndtebrück nicht vergessen sollte.